# Gaston Moch
Gastón Moch (Saint-Cyr-l'École, Yvelines, 6 de març de 1859 - 1935) va ser un esperantista francès, un oficial d'artilleria fins a 1894, i després un escriptor i pacifista.
Gaston era net d'un comerciant jueu de Saarlouis (Alemanya) i ex-sergent del Primer Imperi, i fill de Jules Moch (1829-1881) (tinent instructor a l'Acadèmia Imperial de Saint-Cyr, que adquirí la nacionalitat francesa i participà en les campanyes de Crimea i Síria, arribant al rang de comandant el 1870) i d'Emma Levy (filla del rabí de Giessen al Gran Ducat de Hesse), casats en 1858. Jules Moch, fou un enginyer de l'Escola Politècnica i un polític socialista, amic del president francès Léon Blum.

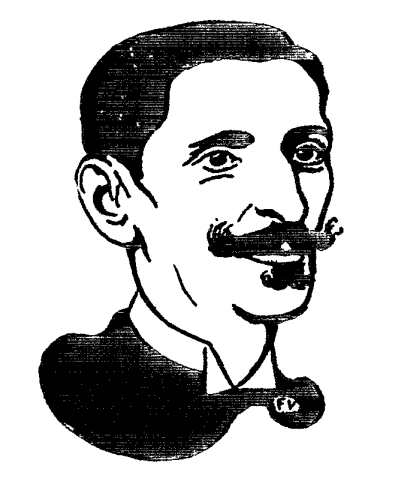
Gaston Moch retratat per Félix Vallotton per a La Revue blanche en 1898

Va ser l'únic company de la promoció d'Alfred Dreyfus, que li feu costat i el va defensar públicament. Es va distingir pels seus coneixements tècnics i científics, per la seva anticipació de la guerra moderna (va exposar la possibilitat de l'ús d'armes de destrucció massiva contra civils), per la seva visió europeista i per la seva lluita pacifista i lingüística. Moch, que el 1894 havia renunciat al seu càrrec de capità de l'artilleria francesa i es va unir al moviment pacifista, va recuperar el seu estat de militar el 1914. Durant l'enfrontament entre Espanya i els Estats Units el 1898, essent membre de l'Associació Internacional de Periodistes amics per la Pau, va deixar la seva signatura, al costat d'altres personalitats, en una carta dirigida als periodistes d'Espanya i els Estats Units, fent una crida a la defensa de la vida humana, el dret i la llibertat dels pobles, demanant la treva i l'armistici per limitar-ne les conseqüències.
Va ser president de la Délégation Permanente des Sociétés françaises de la Paix, membre del Comitè de la Lige Internationale de la pais et de la liberté i President de l'Institut de Monaco.